# Tinker Bell and the Legend of the NeverBeast
Tinker Bell and the Legend of the NeverBeast (Brasil: Tinker Bell e o Monstro da Terra do Nunca / Portugal: Sininho e a Lenda do Monstro do Nunca) é um filme estadunidense de animação computadorizada dirigido por Steve Loter. É o sétimo filme da franquia Tinker Bell e o séxto filme da DisneyToon Studios, baseado na personagem homónima da obra Peter and Wendy de J. M. Barrie.
O filme foi lançado no Reino Unido, em 12 de dezembro de 2014, no Brasil em 26 de fevereiro de 2015, nos Estados Unidos, foi inicialmente lançado em 30 de janeiro de 2015 no cinema El Capitan Theatre, e será lançado diretamente em vídeo em 3 de março de 2015, e em Portugal foi lançado em 20 de agosto de 2015.
Mae Whitman, Lucy Liu, Raven–Symoné, Megan Hilty, Pamela Adlon e Anjelica Huston reprisaram seus papéis como Tinker Bell, Silvermist, Iridessa, Rosetta, Vidia e Rainha Clarion. Ginnifer Goodwin se juntou ao elenco, substituindo Angela Bartys como a dubladora de Fawn neste filme, Rosario Dawson dublou a nova personagem, Nyx e a cantora Mel B também se juntou ao elenco dublando Fury na versão britânica enquanto Danai Gurira dublou Fury na versão norte-americana.
Foi a primeira sextologia de filmes de animação do mundo.

## Enredo
Quando um cometa verde misterioso aparece no céu, seu brilho cintilante ilumina o Vale das Fadas e até mesmo lugares mais escuros, como as densas sombras das trevas. Uma criatura lendária desperta, Fawn, a fada dos animais fará de tudo para realizar o seu inquérito e descobrir o seu segredo e provar que esta criatura é a da lenda. A fera enorme de grandes olhos verdes cintilantes tem um aparência terrível que acaba assustando todas as fadas da ilha, mas Fawn, encontra um coração de ouro nela, apesar da vista assustadora que ela provoca. Noa vai tentar por todos os meios a convencer Tinker Bell  a conseguir o resgate antes que seja tarde demais e evitar um final fatal a esta criatura lendária.

## Elenco
- Ginnifer Goodwin como Fawn
- Rosario Dawson como Nyx
- Mae Whitman como Tinker Bell
- Raven-Symoné como Iridessa
- Pamela Adlon como Vidia
- Megan Hiltt como Rosetta[1]
- Angelica Huston como Rainha Clarion
- Danai Gurira como Fury (versão norte-americana)
  - Mel B como Fury (versão britânica)
- Chloe Bennet como Chase
- Thomas Lennon como Scribble
- Jeff Corwin como Buck
- Olivia Holt como Morgan [7]
- Grey DeLisle como Narradora
- Kari Wahlgren como Robin, Ivy